# Starchiojd
Starchiojd é uma comuna romena localizada no distrito de Prahova, na região de Muntênia. A comuna possui uma área de 83.04 km² e sua população era de 4484 habitantes segundo o censo de 2007.